# Schalstein
Der Schalstein, auch Blatterstein, ist ein gering-metamorphes vulkanisch-vulkanoklastisches Gestein basaltischer Zusammensetzung, das im Devon der mitteleuropäischen Schiefergebirgsaufbrüche (Rheinisches Schiefergebirge, Harz, Thüringisch-Fränkisch-Vogtländisches Schiefergebirge) zum Teil mächtige Schichtfolgen bildet.

## Namensherkunft
Die Bezeichnung „Schalstein“ wurde von nassauischen Bergleuten geprägt, da das Gestein beim Abbau von Eisenerz wegen seiner Schieferung oft schalenförmig spaltete. Johannes Mechtel erwähnt 1612 in seiner Limburger Chronik „Schalstein“ als eines der Baumaterialien des Limburger Doms. Das Gestein habe gegen Luft und Regen keinen Bestand, sei aber poliert wie von Marmor. Der Begriff wurde 1789 von Johann Philipp Becher in seinem Werk „Mineralogische Beschreibung der Oranien-Nassauischen Lande“ in die geologische Literatur eingeführt und diente seitdem als Überbegriff für paläozoische vulkanoklastische Gesteine. Heute wird der Begriff in der Geologie nur als stratigrafische Sammelbezeichnung verwendet, da die unter dieser Bezeichnung zusammengefassten Gesteine dem Mittel- und Oberdevon entstammen und somit unterschiedlich alt sind.

## Gestein und Entstehung
Der Schalstein ist aufgrund der Verschiedenheit der unter diesem Begriff zusammengefassten Gesteine von sehr unterschiedlichem Aussehen. Meist besitzt er eine graue, grünliche, gelbliche oder rötliche Farbe oder ist fleckig. Häufig ist das Gestein geschiefert, oft auch massig-strukturlos. Kalkspat ist nicht selten in Nestern und Trümern beigemengt. Die ursprüngliche Grundmasse aus vulkanischem Gesteinsglas (Sideromelan) ist heute meist verändert, und ihre Haupt-Bestandteile sind nur unter dem Mikroskop anhand charakteristischer Formen als Bruchstücke vulkanischer Gläser zu erkennen. Häufig enthält der Schalstein Trümmer von Nebengestein, sowohl vulkanischer wie sedimentärer Herkunft.
Das Gestein entstand als untermeerische Ablagerung von Vulkanaschen im Zusammenhang mit der Bildung von ausgedehnten untermeerischen Vulkanbauten, die sich im Devon auf dem passiven Kontinentalrand des Rhenoherzynikums aufbauten. Zusammen mit dem Schalstein waren Lavaströme an der Bildung der untermeerischen Vulkane beteiligt. Einige der Vulkanbauten überragten den Meeresspiegel, so dass Atolle entstanden. Verbunden mit dem Vulkanismus war der Ausstoß mineralreicher Wässer am Meeresgrund, so dass sich ausgedehnte Lagerstätten von Eisenerzen (Roteisenstein) bilden konnten. Aus diesem Grund kommt der Schalstein heute vielfach zusammen mit Kalkstein und Roteisenstein vor. Der ebenfalls häufig in Zusammenhang mit dem Schalstein vorkommende Phosphorit entstammt der Verwitterung der Kalksteine.

## Vorkommen
Die ausgedehntesten Vorkommen von Schalsteinen sind aus der Lahn- und Dillmulde des rechtsrheinischen Schiefergebirges südlich, südöstlich und östlich des Westerwaldes bekannt. Sie finden sich als Fortsetzung der Schiefergebirgsvorkommen darüber hinaus im Harz, so etwa in der Umgebung von Clausthal-Zellerfeld und vor allem bei Elbingerode.
Die Bezeichnung Schalstein wurde auch auf vulkanoklastische Gesteine außerhalb des Rheinischen Schiefergebirges und des Harzes angewandt, so etwa auf silurische Vulkanite bei Prag.
Das Gestein – vor allem in seiner massigen Variante – wurde in seinen Vorkommensgebieten häufig als Baumaterial verwendet, so etwa für Häuser, Kirchen und Brückenbauten. Da es jedoch sehr verwitterungsempfindlich ist, ist die Erhaltung und Restaurierung daraus erbauter Bauwerke problematisch.

## Bilder

Anschliff eines devonischen Schalsteins